# Григорьев, Андрей Сергеевич
Андрей Сергеевич Григорьев (р. 16 мая 1984) — заслуженный мастер спорта России (2011) по спортивному ориентированию (лыжные дисциплины). Четырёхкратный чемпион мира по спортивному ориентированию.

## Биография
Живёт в Красноярске. Тренируется под руководством тандема тренеров — ЗТрРФ В. С. Близневская. (Сибирский федеральный университет) и Худик Сергей Валерьевич (Академия зимних видов спорта). Сотрудник института физической культуры, спорта и туризма при Сибирском федеральном университете.
Обладатель двух золотых медалей чемпионата мира 2011 (длинная дистанция и смешанная эстафета) и серебра в мужской эстафете в 2009 году. Бронзовый призёр чемпионата Европы 2010 (средняя дистанция и спринт), чемпион Европы 2012 в смешанной эстафете совместно с Полиной Мальчиковой.
Приказом от 15 декабря 2011 году Андрею Григорьеву присвоено звание Заслуженный мастер спорта.
В 2012 году стал лауреатом премии молодым талантам от главы города Красноярска.